# 林尚立
林尚立（1963年11月—），男，汉族，福建闽侯人，中国政治学家，法学博士，曾任复旦大学副校长、教授，中共中央政策研究室副主任、秘书长。2022年8月，任中国人民大学校长、党委副书记。
林尚立与中共中央政治局常委王沪宁同为复旦大学出身的政治学者，两人的工作经历多有交集。